# Красносвободное
Красносвободное — село в Тамбовском районе Тамбовской области России. Является административным центром Красносвободненского сельсовета.

## География
Расположено в центральной части Тамбовской области в 10 км к юго-западу от Тамбова на трассе Р193 Тамбов—Воронеж, в километре на запад от автомобильной магистрали — М6 «Каспий», на берегу реки Большая Липовица.

## История

### XVIII век
В XVIII веке недалеко от Тамбова близ села Богородицкое (Арапово) поселился внук петровского драгуна Иван Андреевич Арапов. В его семье было семеро детей. В 1818 году в селе им была построена каменная Владимирская церковь.

### XIX век
После его смерти Арапово унаследовал младший сын кавалергард Устин Арапов с женой Марией Ивановной, дочерью героя Отечественной войны 1812 года Ивана Терентьевича Сазонова. Уйдя в 1834 году в отставку в чине генерал-майора, Арапов поселился в Тамбовской губернии. Близ села Арапово Устин Иванович обустроил имение с домом, дворовыми постройками, огромным парком и садами. На реке Липовице была создана цепь прудов, в которых разводили рыбу на продажу. Вишневый и яблоневый сады, огород в восемь десятин давали фрукты и овощи. Земельные угодья предназначались для хлебопашества. Урожай хранился в хлебных магазинах (складах). Для его переработки Арапов построил винокуренный завод и мукомольную мельницу. Леса давали дрова и материал для строительства. На лесных опушках располагались пчельники. Помимо имения Устин Иванович построил в Арапово красивый двухэтажный дом в мавританском стиле, который располагался практически в конце села, в 300 метрах от пруда и ряда высаженных около него сосен (сегодня их осталось только пять). О нём ныне напоминает лишь земляной холм.
В качестве наследства имение перешло дочери Устина Арапова Екатерине при её свадьбе с Павлом Александровичем Ланским (сын брата Петра Петровича Ланского, за которого после семи лет вдовства вышла замуж Наталья Николаевна Пушкина). Родные внучки Пушкина, дочери его сына Александра Александровича — Анна, Надежда и Вера Пушкины, — будучи гимназистками, очень часто летние каникулы проводили в Арапово.

### XX век
После погрома, устроенного местными крестьянами в революционный 1917 год, Екатерина Устиновна Арапова и две её дочери были вынуждены перебраться в Тамбов и жить там на деньги, заработанные частными уроками, а пустовавшую целый год территорию имения со всеми строениями новая власть в 1919 году передала на баланс организованного детского дома. В советское время Владимирская церкоовь была уничтожена, как и часовня над местным семейным некрополем Араповых-Ланских, на месте которого был возведен сельский клуб.
В честь первой годовщины Октябрьской революции село Богородицко-Арапово было переименовано в Красносвободное.

## Население
| 2002 | 2010  |
| ---- | ----- |
| 1995 | ↗2379 |